# デンジャラス・トイズ
デンジャラス・トイズ（Dangerous Toys）は、アメリカ合衆国のハードロック・バンド。

## 経歴
1987年にテキサス州でバンド結成。1989年にコロムビア・レコードからアルバム『デンジャラス・トイズ』でメジャー・デビュー。当時のメンバーは、ジェイソン・マクマスター（ボーカル、ウォッチタワーのメンバーも務める)、スコット・ダルホヴァー（ギター）、ダニー・アーロン（ギター、ファースト・アルバムのレコーディング後に加入したためレコーディングには参加していない）、マーク・ギアリー（ドラム）、マイク・ワトソン（ベース）。
1991年、音楽プロデューサーにクイーンのプロデュース業で有名なロイ・トーマス・ベイカーを迎えセカンド・アルバム『悪魔の遊園地』をリリース。夏にはジューダス・プリーストやアリス・クーパー、モーターヘッド、メタル・チャーチとの「Operation Rock and Roll Tour」のオープニング・アクトを務めた。しかしアルバムの売れ行きは芳しくなく、コロムビア・レコードとの契約を失った。その後もインディー・レーベルから作品を発表するものの、バンドはほぼ解散状態となっている。
2001年および2003年に日本公演を行うなど、散発的な活動は続けている。

## メンバー

### 現在のメンバー
- ジェイソン・マクマスター (Jason McMaster) – リード・ボーカル (1987年– )、ベース (1995年–2001年)
- ポール・ライデル (Paul Lidel) – ギター (1994年– )
- スコット・ダルホヴァー (Scott Dalhover) – ギター (1987年– )
- マイク・ワトソン (Mike Watson) – ベース (1987年–1994年; 2001年– )
- マーク・ギアリー (Mark Geary) – ドラム (1987年– )

### 旧メンバー
- ティム・トレンブリー (Tim Trembly) – ギター (1987年–1988年)
- ダニー・アーロン (Danny Aaron) – ギター (1989年–1992年)
- ケヴィン・ファウラー (Kevin Fowler) – ギター (1992年–1994年)
- マイケル・ハノン (Michael Hannon) – ベース (1994年–1995年)

## ディスコグラフィ

### スタジオ・アルバム
- 『デンジャラス・トイズ』 - Dangerous Toys (1989年、Columbia)
- 『悪魔の遊園地』 - Hellacious Acres (1991年、Columbia)
- Pissed (1994年、DOS)
- The R*tist 4*merly Known as Dangerous Toys (1995年、DMZ)

### ライブ・アルバム
- Vitamins and Crash Helmets Tour - Greatest Hits Live (1999年、Cleopatra)

### コンピレーション・アルバム
- The Ultimate Dangerous Toys - Sleaze Metal Kings from Texas (2004年)
- Dangerous Toys – Greatest Tricks (2020年)